# Gabriela Chávez (Fußballspielerin)
Gabriela Patricia Chávez (* 9. April 1989 in Buenos Aires) ist eine argentinische Fußballspielerin.

## Karriere

### Vereine
Chávez kam in den Spielzeiten 2005, 2006 und 2007 das letzte Mal im Jugendbereich für den in Buenos Aires ansässigen Club Atlético San Lorenzo de Almagro zum Einsatz, bevor sie in die erste Mannschaft aufrückte und dieser bis 2011 angehörte.
Es folgten Vereine aus der Provinz, den Vororten, den Stadtteilen von und abermals aus der Hauptstadt Buenos Aires selbst, für die sie von unterschiedlicher Dauer spielte bzw. gegenwärtig spielt.

### Nationalmannschaft
Chávez spielte zunächst für die U20-Nationalmannschaft, mit der sie an der Weltmeisterschaft 2006 in Russland teilnahm und alle drei Spiele der Gruppe D bestritt. Ihr Debüt als Nationalspielerin gab sie am 18. August 2006 in Moskau bei der 0:5-Niederlage gegen die U20-Nationalmannschaft Frankreichs. Bei der Austragung im Jahr 2008 in Chile wurde sie in den ersten beiden Spielen der Gruppe B eingesetzt; in beiden Turnieren schied sie mit ihrer Mannschaft als Gruppendritter und -vierter aus dem Turnier aus.
Im Seniorinnenbereich nahm sie mit der A-Nationalmannschaft an der Südamerikameisterschaft 2006 teil und debütierte als A-Nationalspielerin am 24. November 2006 beim 2:0-Sieg über die Nationalmannschaft Uruguays im zweiten Spiel der Finalrunde, womit sie zum Turniersieg beigetragen hatte. Des Weiteren nahm sie an drei Fußballturnieren im Rahmen der Panamerikanischen Spiele (2007, 2011 und 2019), am olympischen Fußballturnier 2008 (3 Spiele der Gruppe E), an drei Weltmeisterschaften – 2007 (3 Spiele der Gruppe A), 2019 (ohne Einsatz) und 2023 (3. Spiel Gruppe G) – sowie an den Turnieren um die Copa América 2018 und 2022 teil.

## Erfolge
Nationalmannschaft
- Finalist Fußballturnier Panamerikanische Spiele 2019
- Dritter Copa América 2018, 2022
- Südamerikameister 2006

Boca Juniors
- Argentinischer Meister 2020, 2021 Clausura,[2] 2024 Apertura